# Igrzyska dobrej woli
Igrzyska dobrej woli (ang. Goodwill Games) – międzynarodowe, multidyscyplinarne zawody sportowe powołane do życia z inicjatywy Teda Turnera, w reakcji na przedłużający się kryzys w ruchu olimpijskim, związany z bojkotem igrzysk olimpijskich w Moskwie i Los Angeles.
Igrzyska dobrej woli zainaugurowane 5 lipca 1986 w Moskwie były pierwszą od czasów IO w Montrealu tak wielką imprezą z udziałem sportowców USA i ZSRR. Zawody rozgrywane były co cztery lata, w ZSRR/Rosji lub USA, przypominając igrzyska olimpijskie rozmachem organizacyjnym i poziomem sportowym. Przynosiły jednak znaczne straty finansowe. Program zawodów był stale modyfikowany, a niektóre dyscypliny ograniczano do 2-3 wybranych konkurencji. Nowym partnerem igrzysk została kompania Time Warner. W 2000 zorganizowano pierwsze zimowe igrzyska dobrej woli w Lake Placid. W 2001 letnie IDW przeniosły się na kontynent australijski (Brisbane). Kolejne igrzyska, zaplanowane na 2005 (letnie i zimowe) nie doszły już do skutku.

## Letnie igrzyska dobrej woli
- Moskwa 1986
- Seattle 1990
- Petersburg 1994
- Nowy Jork 1998
- Brisbane 2001
- Phoenix 2005 (odwołane)

## Zimowe igrzyska dobrej woli
- Lake Placid 2000
- Calgary 2005 (odwołane)